# 1994年リレハンメルオリンピックのオーストリア選手団
1994年リレハンメルオリンピックのオーストリア選手団（1994ねんリレハンメルオリンピックのオーストリアせんしゅだん）は、1994年2月12日から2月27日まで、ノルウェーのオップラン県リレハンメルで開催された1994年リレハンメルオリンピックのオーストリア選手団、およびその競技結果。

## 概要
今大会は金メダル2個、銀メダル3個、銅メダル4個の合計9個のメダルを獲得した。
スピードスケートでは、エメシェ・フニャディが女子1500mで金メダルを獲得した。オリンピックのスピードスケート競技でオーストリア勢が金メダルを獲得したのはこれが始めて。

## メダル
| メダル | 選手名                                                                                                  | 競技             | 種目           |
| ------ | --- | ---------------- | -------------- |
| 金     | トーマス・シュタンガッシンガー                                                                          | アルペンスキー   | 男子回転       |
| 金     | エメシェ・フニャディ                                                                                    | スピードスケート | 女子1500m      |
| 銀     | エルフィ・エダー                                                                                        | アルペンスキー   | 女子回転       |
| 銀     | エメシェ・フニャディ                                                                                    | スピードスケート | 女子3000m      |
| 銀     | マルクス・プロック                                                                                      | リュージュ       | 男子1人乗り    |
| 銅     | クリスティアン・マイヤー                                                                                | アルペンスキー   | 男子大回転     |
| 銅     | アンドレアス・ゴルトベルガー                                                                            | スキージャンプ   | 男子ラージヒル |
| 銅     | ハインツ・クッティン クリスティアン・モーザー シュテファン・ホルンガッハー アンドレアス・ゴルトベルガー | スキージャンプ   | 男子団体       |
| 銅     | アンドレア・タグベルカー                                                                                | リュージュ       | 女子1人乗り    |